# Tapaculo-ferreirinho

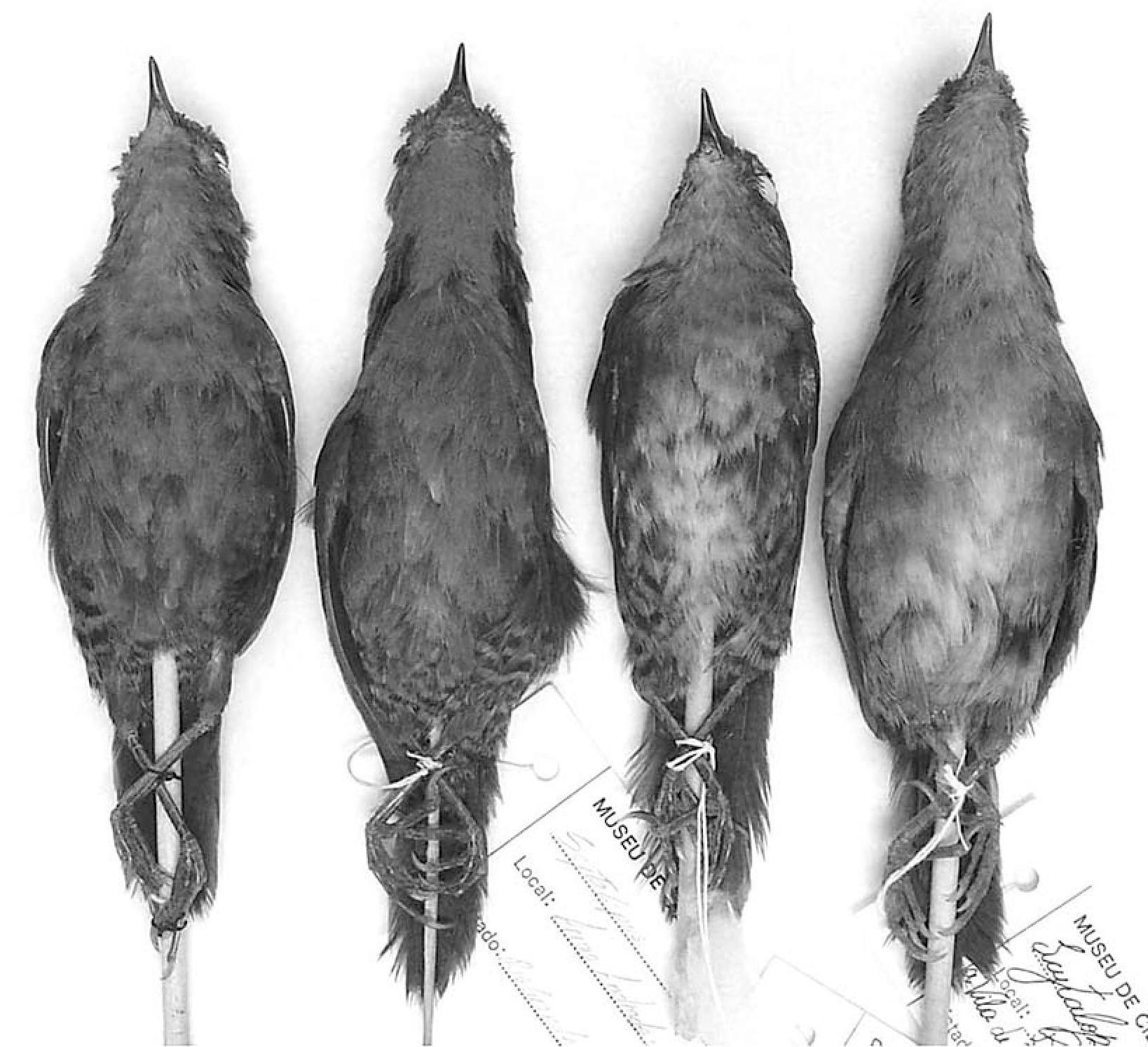
Comparação entre machos adultos de espécies do gênero Scytalopus. Da esquerda para a direita: S. diamantinensis, S. pachecoi, S. sp. nov. e S. novacapitalis

O tapaculo-ferreirinho (nome científico:Scytalopus pachecoi) é uma pequena ave passeriforme pertencente ao gênero Scytalopus, da família dos tapaculos. Era anteriormente incluída em S. speluncae, desmembrada em 2005 com base em diferenças na plumagem e nas vocalizações.
Tem cerca de 12 cm de comprimento e pesa cerca de 15 g. As partes superiores são principalmente cinza escuro, as partes inferiores são cinza pálido. As laterais possuem barras escuras.
O canto contém uma longa série de notas emitidas a uma taxa de dois ou três por segundo, comparada com cinco notas por segundo da vocalização do tapaculo-preto. O tapaculo-de-pacheco tem uma chamada de contato monossilábica distintiva e uma chamada de alarme alta.
Ocorre no sul do Brasil, nos estados do Rio Grande do Sul e Santa Catarina, e no nordeste da Argentina, na Província de Misiones. Habita florestas e bordas de florestas, onde é encontrado frequentemente perto dos córregos e no sub-bosque, assim como em moitas de bambu. Scytalopus pachecois tem sido encontrado em maiores densidades populacionais em áreas de floresta secundária do que florestas não perturbadas.